# Amblyprora magnifica
Amblyprora magnifica är en fjärilsart som beskrevs av William Schaus 1893. Amblyprora magnifica ingår i släktet Amblyprora och familjen nattflyn. Inga underarter finns listade i Catalogue of Life.